# Banzuke

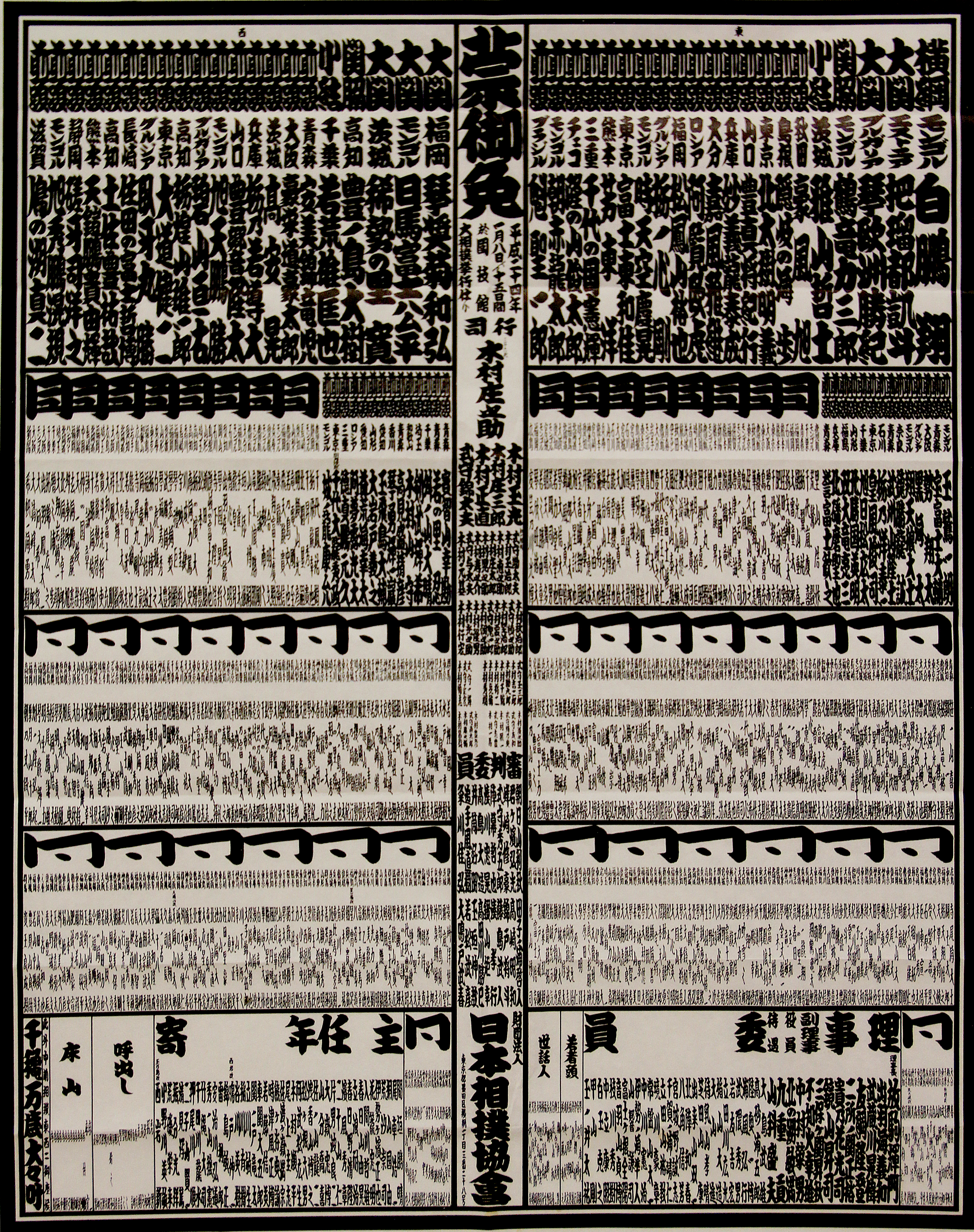
Le banzuke du tournoi de janvier 2012.

Un banzuke (番付), officiellement appelé 番付表 (banzuke-hyō) est un document énumérant les classements des lutteurs professionnels de sumo publié avant chaque tournoi officiel ou honbasho. Le terme peut également désigner les classements eux-mêmes. Le document est normalement publié environ deux semaines avant le début du tournoi. Sur le banzuke, les lutteurs sont répartis en Est, imprimé sur la droite, et Ouest, imprimé sur la gauche. Le shikona (en) (nom sur le cercle de combat) complet de chaque lutteur, sa ville natale et son rang sont également indiqués. Le haut de la page commence avec les lutteurs au rang le plus élevé (makuuchi) imprimés en caractères les plus grands, jusqu'en bas pour les lutteurs les moins bien classés dans les divisions dont les noms sont écrits en caractères beaucoup plus petits. Les noms des gyōji (arbitres de sumo), des yobidashi (en) (assistants/soigneurs), des shimpan (en) (juges), des oyakata (anciens de l'Association japonaise de sumo) et à l'occasion ceux des tokoyama (en) (coiffeurs) sont aussi référencés.
Bien que pas aussi anciennes que le sumo lui-même, la forme et la production de ce document peuvent être retracées aussi loin que 1761 et il constitue un élément déterminant du sumo depuis des siècles. Comme dans le style traditionnel japonais, un banzuke est destiné à être lu de droite à gauche, de haut en bas. Il est considéré comme un objet de collection par les fans de sumo.

## Préparation dubanzuke

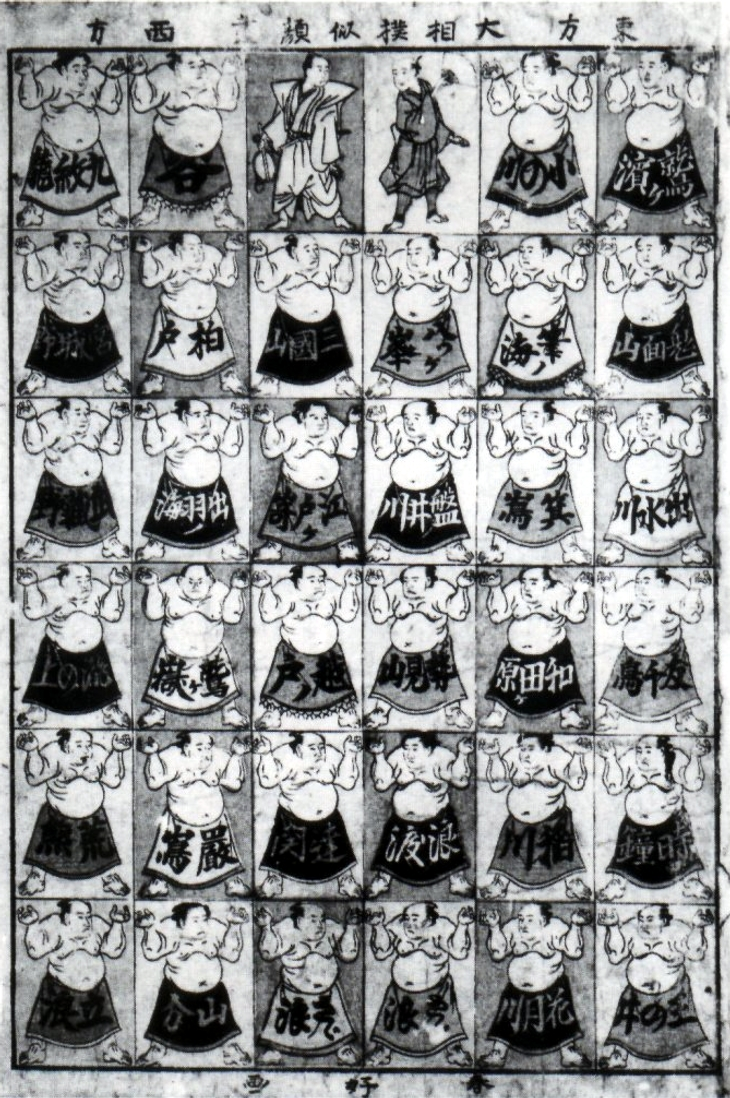
Le banzuke du tournoi d'avril 1788 avec dessins des lutteurs.

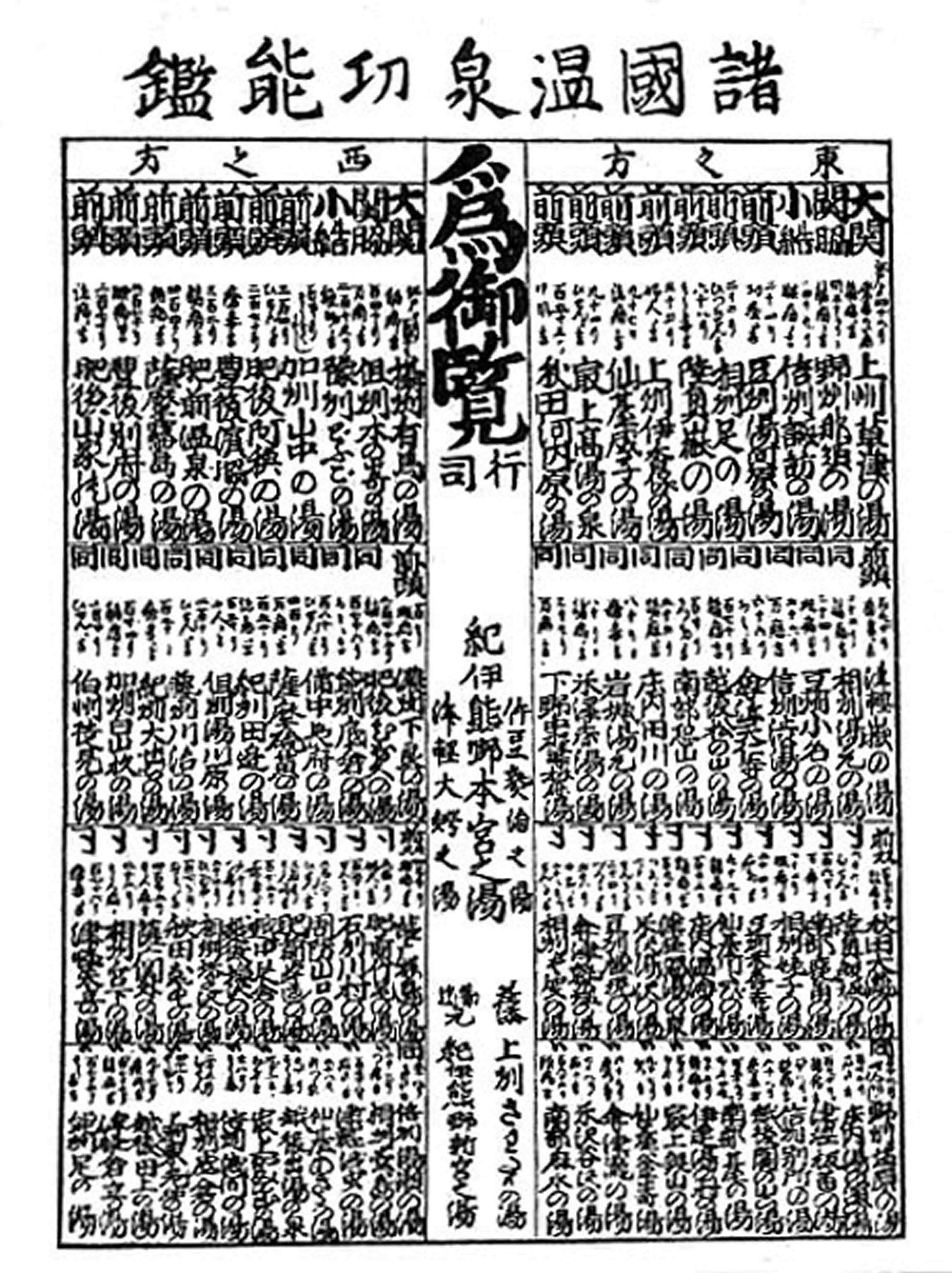
Banzuke pour onsen (publié en février 1851 (ère Kaei 4).

Les classements sur le banzuke sont décidés par une assemblée composée de 20 juges de sumo (shimpan) et trois superviseurs qui se réunissent quelques jours après chaque tournoi officiel. L'assemblée attribue leurs rangs à plus de 600 lutteurs dans six divisions en fonction de leur performance dans le tournoi précédent. Il n'y a pas de règles précises pour l'attribution du rang mais la règle générale est qu'un lutteur qui obtient un kachikoshi (une majorité de victoires) sera élevé dans les classements et un lutteur avec un makekoshi (une majorité de défaites) sera abaissé dans les classements. Le degré de réussite ou d'échec d'un lutteur contribuera à donner à l'assemblée des juges une référence pour déterminer dans quelle mesure il monte ou descend dans le classement.
Les gyōji de haut rang s'attellent alors à la tâche laborieuse de recopier les nouveaux classements sur un rouleau de papier traditionnel japonais appelé maki. Ils écrivent soigneusement les caractères kanjis de chaque lutteur participant à un tournoi dans un style de calligraphie appelé sumo moji. Le travail est très complexe et nécessite une grande habileté. Cela prend habituellement environ une semaine pour compléter le document. Le banzuke est soigneusement gardé pendant plusieurs semaines avant d'être rendu public, habituellement le lundi treize jours avant le début d'un tournoi officiel.
Le banzuke est imprimé à une taille très réduite sur des feuilles de papier de 58 × 44 cm et les copies sont distribuées par l'Association japonaise de sumo. Les écuries de sumo en achètent une grande quantité pour les donner à leurs sponsors. Les maisons de thé dans la salle de sumo de Tokyo (Kokugikan) en achètent également pour distribuer à leurs clients. Ils sont également disponibles pour une somme modique aux sites de tournois.